# الکی‌تپه
الکی تپه مربوط به دوران پیش از تاریخ ایران باستان - دوران‌های تاریخی پس از اسلام است و در شهرستان بوئین‌زهرا، روستای حسین‌آباد امینی واقع شده و این اثر در تاریخ ۲۸ فروردین ۱۳۸۰ با شمارهٔ ثبت ۳۷۳۱ به‌عنوان یکی از آثار ملی ایران به ثبت رسیده است.